# 孙家堡子街道
孙家堡子街道，是中华人民共和国吉林省白山市江源区下辖的一个乡镇级行政单位。

## 行政区划
孙家堡子街道下辖以下地区：
江南社区、苇塘社区、苇东社区、民强社区、利民村和协力村。